# RCA Records
RCA Records je američka diskografska kuća, osnovana 1901. godine u New Yorku, gdje je danas i sjedište tvrtke. Danas je RCA Records diskografska etiketa multinacionalne korporacije Sony Music Entertainment. Diskografsku kuću su osnovali Emile Berliner i Eldridge R. Johnson. Trenutačno, RCA Records glavni je distributer i promotor albuma za SAD i Ujedinjeno Kraljevstvo.

## RCA diskografska "obitelj"
Postoje tri RCA kuće, koje međusobno surađuju i rade:
- RCA Records, koja prodicira i radi welches pop, rock und country glazbu.
- RCA Victor, producira i radi Broadway mjuzikle, blues, jazz, soul i ostale glazbene žanrove, osim one klasične.
- RCA Red Seal, producira i radi klasičnu glazbu.

## Povijest trvrtke
1986. godine se RCA Records prodao zbog velikih dugova General Electric. General Electric je odlučio prodati kuću njemačkoj tvrtci Bertelsmannu.
2003. se Bertelsmann pridružio s japanskom kućom Sony i stime je nastala jedna od najvećih diskografskih kuća, Sony BGM.

## Poznati izvođači u RCA Recordsu
| - Christina Aguilera - Clay Aiken - Paul Anka - Anti-Flag - Chet Atkins - Bobby Bare - Black Rebel Motorcycle Club - David Bowie - The Browns - Kelly Clarkson - Perry Como - Sam Cooke - The Cooper Temple Clause - Floyd Cramer - Dave Matthews Band - Daughtry | - Skeeter Davis - John Denver - Duane Eddy - Eliane Elias - The Equals - Frank Ferera - Foo Fighters - Fumble - Lorne Greene - The Guess Who - Daryl Hall & John Oates - George Hamilton IV - Imogen Heap - Natalie Imbruglia - Interpol - Etta James | - Jefferson Airplane - Waylon Jennings - Spike Jones - Kasabian - Ke$ha - Mario Lanza - Avril Lavigne - Lit - Hank Locklin - The Main Ingredient - Glenn Miller - Hugo Montenegro - Mylo - Harry Nilsson - Janis Martin - Dolly Parton | - Ray Peterson - Perez Prado - Elvis Presley - Jim Reeves - Barry Sadler - Neil Sedaka - The Strokes - Bonnie Tyler - Velvet Revolver - Slim Whitman - George Winston - Rachael Yamagata - Wu-Tang Clan - Zager and Evans - ZZ Top |